# Gare de Saint-Georges-de-Commiers
 (avril 2009).
Si vous disposez d'ouvrages ou d'articles de référence ou si vous connaissez des sites web de qualité traitant du thème abordé ici, merci de compléter l'article en donnant les références utiles à sa vérifiabilité et en les liant à la section « Notes et références ».
La gare de Saint-Georges-de-Commiers est une gare ferroviaire française située sur le territoire de la commune de Saint-Georges-de-Commiers, dans le département de l'Isère en région Auvergne-Rhône-Alpes.

## Situation ferroviaire
Établie à 316 m d'altitude, la gare de Saint-Georges-de-Commiers est située au point kilométrique 149,711 de la ligne de Lyon-Perrache à Marseille-Saint-Charles (via Grenoble) entre les gares de Jarrie - Vizille et de Vif.
Elle est d'autre part l'origine de la ligne à voie métrique de Saint-Georges-de-Commiers à la Mure (SG-LM), ouverte en 1888 pour desservir le bassin minier de la Mure, puis reconvertie en chemin de fer touristique. L'exploitation de celui-ci a cessé en 2011, un important éboulement ayant provoqué une interruption de la voie.

## Historique
- Le 11 décembre 1876, mise en service de la gare en même temps que la section de ligne de 19 kilomètres entre Grenoble (bifurcation de Veynes) et Vif, par le PLM.
- En 1878, ouverture complète de la ligne Grenoble - Gap via Veynes, par le PLM.
- Le 24 juillet 1888, inauguration de la ligne de la Mure ; la « Société du chemin de fer de Saint-Georges à La Mure » (SG-LM) est créée en 1892.
- En 1906, la ligne SG-LM est électrifiée. La ligne est prolongée de la Mure à Valbonnais en 1926, et atteint Corps en 1932.
- En 1950, arrêt de la desserte voyageurs sur le SG-LM.
- En 1988, fin de l'exploitation de la ligne de la Mure pour le transport du charbon.
- En été 1997, mise en service du « Petit train de la Mure » sous forme d'exploitation touristique.

## La gare
C'est un point d'arrêt non géré (PANG), c'est-à-dire que le service est assuré par le personnel des trains.
La gare côté chemin de fer touristique est fermée.

## Service des voyageurs

### Desserte
Elle est desservie par les TER Auvergne-Rhône-Alpes/TER PACA de la relation Grenoble - Gap - Briançon (Desserte interrégionale).
Huit trains dans chaque sens font arrêt à Saint-Georges-de-Commiers en semaine. Trois sont limités à Clelles - Mens ; deux sont prolongés au-delà de Gap jusqu'à Briançon. Les trains pour Gap donnent souvent une bonne correspondance à Veynes pour Laragne, Sisteron, Manosque, Aix-en-Provence et Marseille.
La mise en œuvre du cadencement des relations ferroviaires dans la région Rhône-Alpes a été, sur cette ligne, partielle à partir du 9 décembre 2007, complète depuis le 14 décembre 2008 (voir les horaires de la ligne Grenoble - Gap).

Galerie de photographies
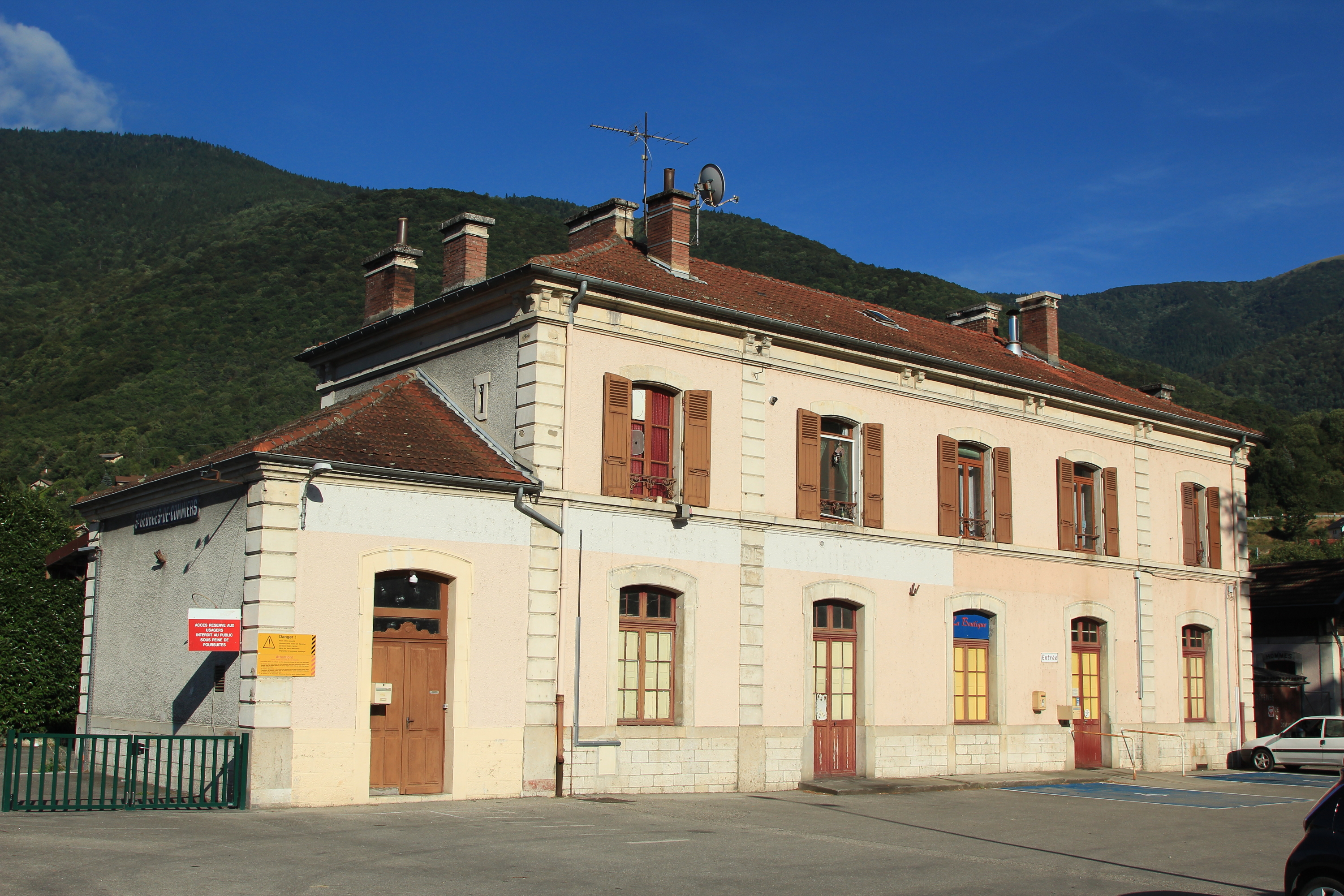
Bâtiment voyageurs.
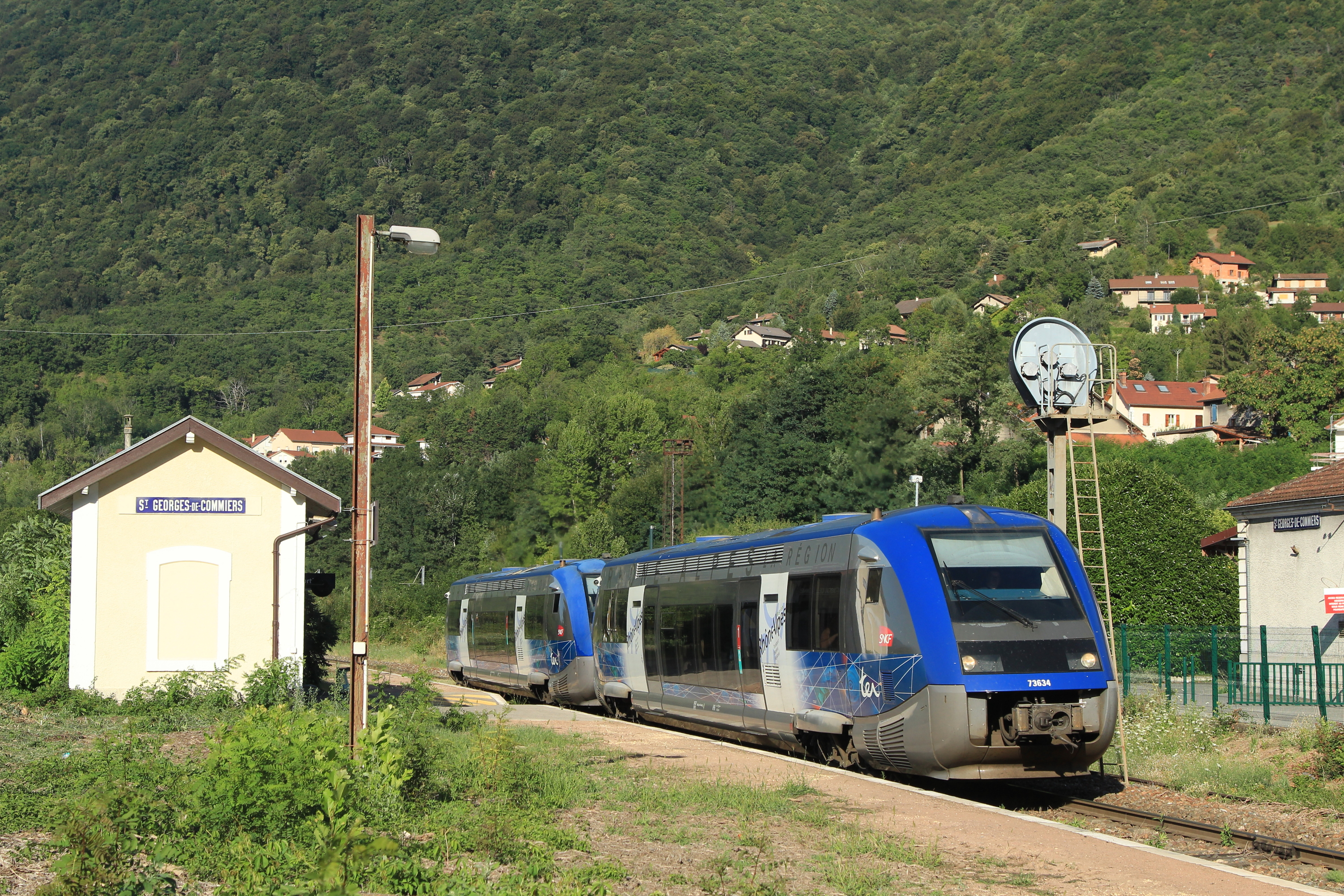
Deux autorails X 73500 Grenoble - Veynes à l'arrêt en gare.
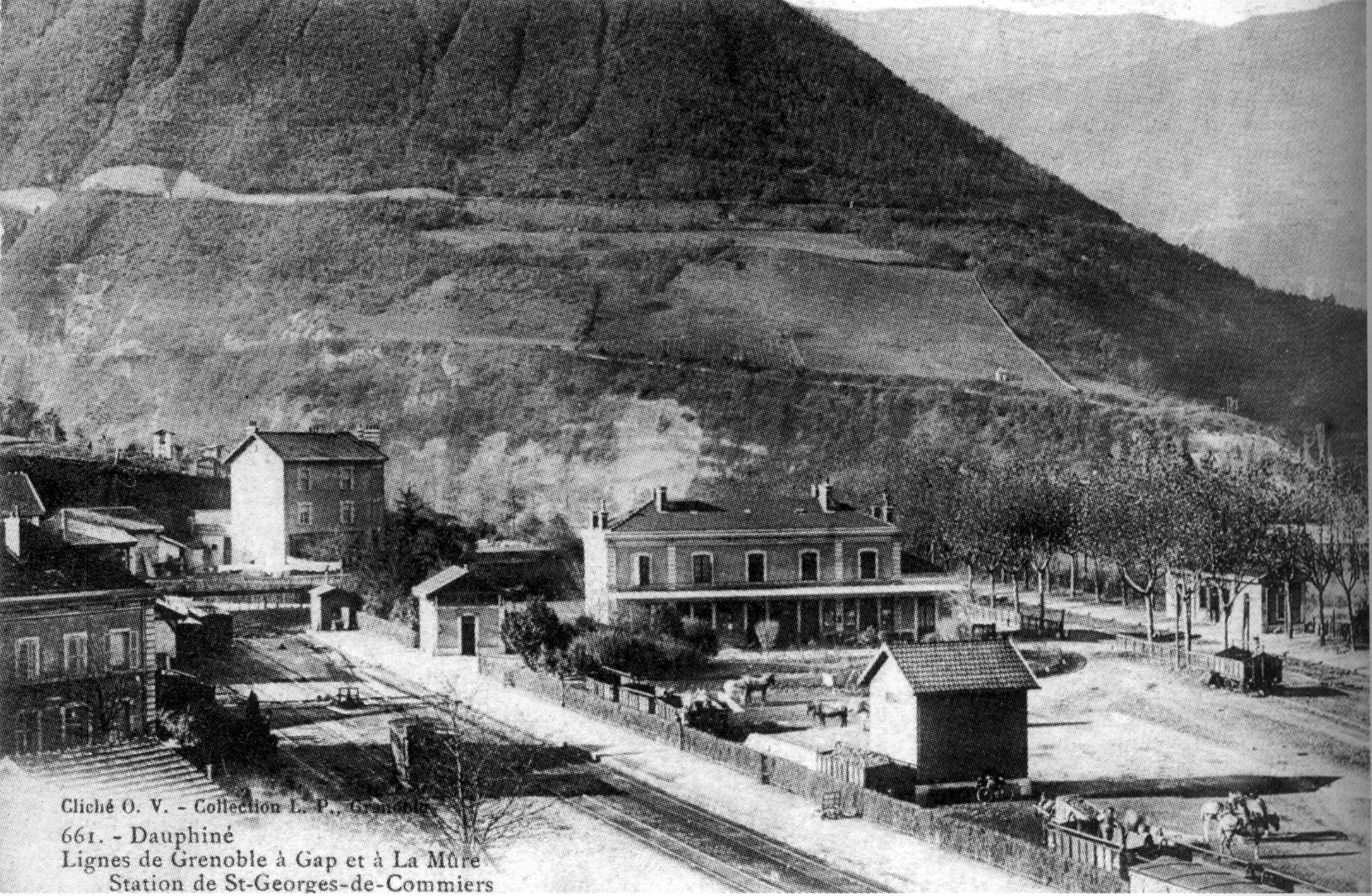
La gare en 1906.

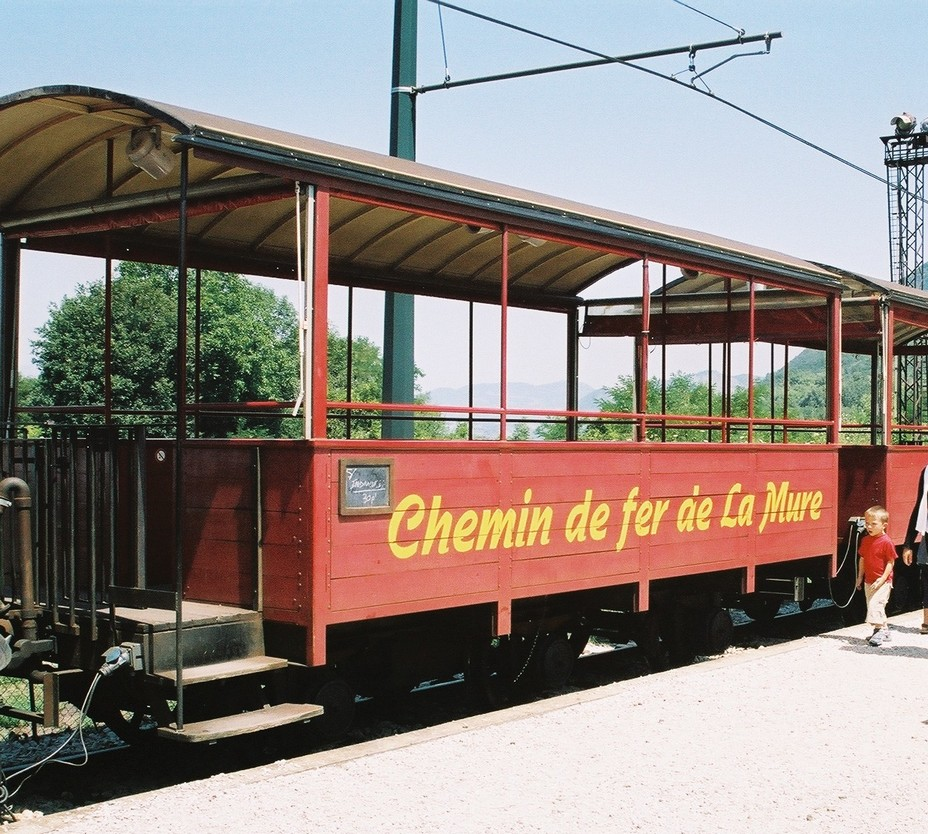
Une voiture du SG-LM actuel.
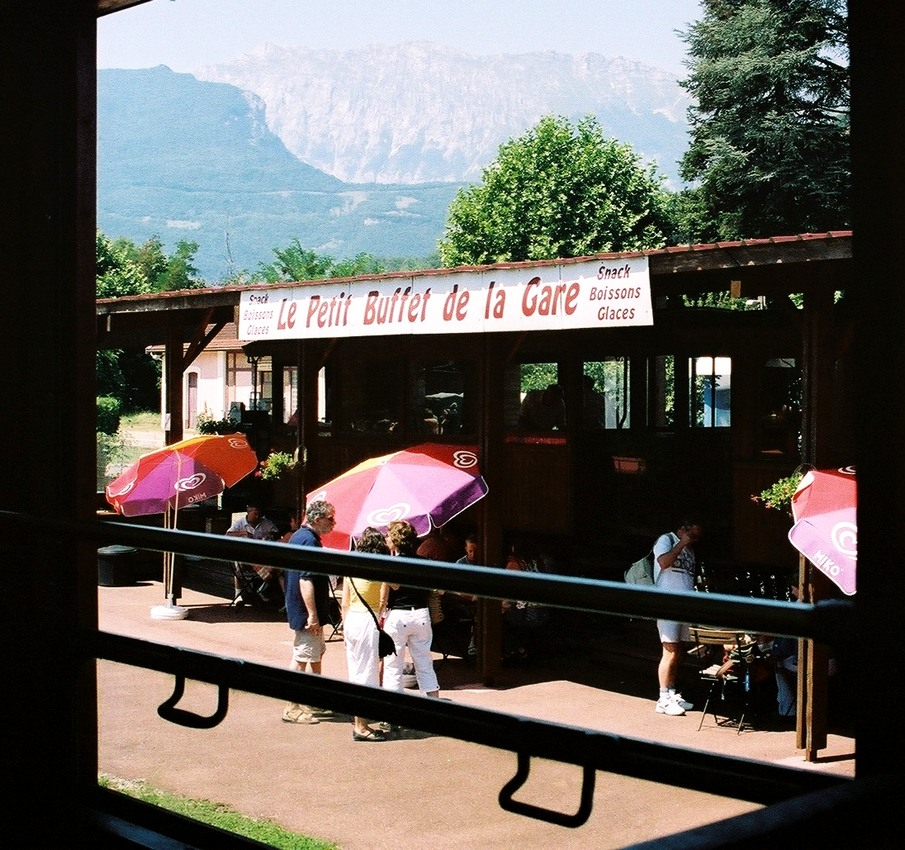
La buvette en été.
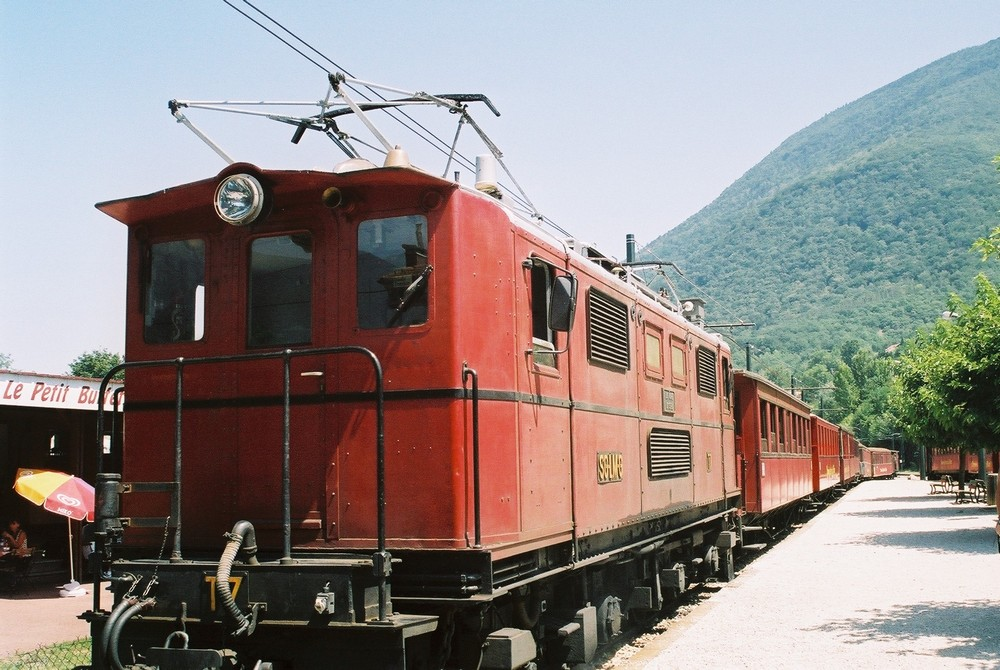
Une rame du SG-LM en attente.